# Hans Joachim Czub
Hans Joachim Czub (ur. 10 lipca 1951 w Heikendorfie, zm. 15 listopada 2016 w Dreźnie) – niemiecki prawnik, sędzia Federalnego Trybunału Sprawiedliwości.

## Życiorys
Tytuł magistra prawa uzyskał na Uniwersytecie Chrystiana Albrechta w Kilonii, gdzie następnie obronił pracę doktorską pod tytułem Verfassungsrechtliche Gewährleistungen bei der Auferlegung steuerlicher Lasten (Gwarancje konstytucyjne przy nakładaniu obciążeń podatkowych) zostając doktorem prawa.
W 1981 został sędzią Sądu Okręgowego w Hamburgu. Do 1986 roku był członkiem Trybunału Cywilnego i Trybunału Karnego. Następnie przez trzy lata był asystentem w Federalnym Trybunale Sprawiedliwości. W 1992 został sędzią Sądu Najwyższego w Hamburgu. Niedługo później został oddelegowany do Ministerstwa Sprawiedliwości, gdzie pracował przez następne trzy lata zajmując się głównie rozwiązywaniem problemów prawnych z zakresu prawa nieruchomości i prawa własności powstałych po zjednoczeniu Niemiec.
Od 1995 pracował w Ministerstwie Sprawiedliwości Saksonii m.in. jako kierownik Zakładu Prawa Administracyjnego zajmował się kwestiami związanymi z aktywami, zobowiązaniami i prawem własności. Ponadto zajmował się przepisami dotyczącymi kwestii administracyjnych i rehabilitacji zawodowej. W 1999 był odpowiedzialny za dział prawa cywilnego i handlowego (dot. ziemi, nieruchomości, prawa pracy), prawo prasowe oraz prawo medialne. W 2000 został przewodniczącym składu sędziowskiego Wydziału Cywilnego Sądu Najwyższego w Dreźnie oraz sędzią ds. rolnictwa w tymże sądzie.
W dniu 10 maja 2005 roku został powołany przez ówczesnego prezydenta Niemiec Horsta Köhlera na stanowisko sędziego Federalnego Trybunału Sprawiedliwości, gdzie został przydzielony do Senatu ds. Cywilnych (prawo rzeczowe). Należał też do Senatu ds. rolnictwa w tymże Trybunale. Był także zastępcą wysłannika V Wydziału Cywilnego Federalnego Trybunału Sprawiedliwości w Federalnym Senacie Sądów Najwyższych Niemiec.
Jego żoną była Renata Czub – przewodnicząca składu sędziowskiego piątej izby Sądu Administracyjnego w Dreźnie.

## Publikacje
- Verfassungsrechtliche Gewährleistungen bei der Auferlegung steuerlicher Lasten. Die zweckmäßige Gestaltung der Sozialhilfe, der steuerlichen Grundfreibeträge und des Kinderlastenausgleichs. Duncker & Humblot, Berlin 1982. ISBN 978-3-428-05228-8.
- Sachenrechtsbereinigung: Leitfaden für die Praxis Verlag für die Rechts- und Anwaltspraxis, Herne/Berlin 1994. ISBN 978-3-927935-55-6.
- Sachenrechtsbereinigungsgesetz: SachenRBerG. Regelungen zur Sachenrechtsbereinigung in den neuen Bundesländern mit den Änderungen des EGBGB und der ErbbauVO ZAP Verlag, Bonn 1994. ISBN 978-3-927935-45-7.